# Sidi Ali Bou Dmia
Sidi Ali Bou Hassoun ou Ali Bou Dmia (1592-1659) est un roi chleuh de l’émirat de Tazeroualt.

## Biographie

### Émir de Tazeroualt
Il est proclamé sultan en 1613 à Tankert (Ifrane de l'Anti-Atlas), par 900 cavaliers faisant partie des gens d'Ifrane, de Taghjijt et d'Aday à l'âge de 21 ans. Néanmoins sa grande proclamation (beiâa) fit au Tazeroualt, dans le tombeau de son ancêtre Sidi Ahmed Ou Moussa, où les principaux chefs des régions de l'Anti-Atlas, d'Oued Noun, du Bani, de Seguia el-Hamra, des Chtouka et Massa, ainsi que de la région d'Aït Baha, se sont réunis pour prêter un serment d'allégeance très similaire à celui des Saadiens.
Célèbre du fait de sa victoire sur Moulay Chérif, un sultan alaouite qu’il gardera en captivité à Iligh, son domaine s’étendait sur le Souss, le Tafilalet ainsi que sur le Soudan,.